# Acueducto de Albear
Acueducto de Albear är en akvedukt i Kuba.   Den ligger i provinsen Havanna, i den västra delen av landet.